# Spermophorides pseudomamma
Spermophorides pseudomamma là một loài nhện trong họ Pholcidae. Loài này có ở quần đảo Canaria.